# 広島大学附属中学校・高等学校の人物一覧
広島大学附属中学校・高等学校の人物一覧（ひろしまだいがくふぞくちゅうがっこう・こうとうがっこうのじんぶついちらん）は、広島大学附属中学校・高等学校に関係する人物の一覧記事。

## 著名な出身者

### 政界
- 溝手顕正（元国家公安委員会委員長・防災担当特命大臣、元参議院議員、元三原市長）
- 池田行彦（元外務大臣、元衆議院議員、広島大学附属中学校に入学、高校は東京都立日比谷高等学校に進学）
- 村上孝太郎（元参議院議員、元大蔵事務次官）
- 粟屋敏信（元衆議院議員、元建設事務次官）
- 桧田仁（元衆議院議員）
- 寺田稔（衆議院議員、内閣府副大臣）

#### 地方政界
- 湯崎英彦（広島県知事）
- 河野俊嗣（宮崎県知事、元宮崎県副知事、総務官僚）
- 松尾徹人（元高知市長）
- 河内山哲朗（元柳井市長、社会保険診療報酬支払基金理事長）
- 野坂康夫（米子市長）
- 浜井信三（元広島市長）

### 官界
- 新保生二（元経済企画審議官、青山学院大学国際政治経済学部教授）
- 田村達也（グローバル経営研究所代表、元日本銀行理事）
- 児玉幸治（元通商産業事務次官、元商工組合中央金庫理事長）
- 熊野英昭（元通商産業事務次官）
- 大島賢三（JICA副理事長、元国際連合事務次長、元国連特命全権大使）
- 中谷好江（駐パラグアイ特命全権大使）
- 原信造（元関東信越国税局長、元岡山県警察本部長）
- 石井亨（元駐スペイン大使、元外務省儀典長）
- 手塚良成（元海上保安庁長官）
- 下村健（元社会保険庁長官）
- 井内慶次郎（元文部事務次官）
- 田中敬（元大蔵事務次官、元国民金融公庫総裁、元日本輸出入銀行総裁、元横浜銀行頭取）
- 佐々江賢一郎（駐米大使、元外務事務次官）
- 森重俊也（元国土交通審議官）
- 本東信（元国土交通省国土政策局長）
- 田村計（内閣府地方創生推進事務局長、前国土交通省土地・建設産業局長）
- 迫井正深（内閣官房新型コロナウイルス感染症対策推進室長、第13代厚生労働省医政局長）

### 財界
- 永野重雄（新日本製鐵初代会長、元日本商工会議所会頭）
- 永野治（元石川島播磨重工業会長）
- 伍堂輝雄（元日本航空会長）
- 桜田武（元日清紡績社長、元日経連会長）
- 清宮博（元富士通社長、電気工学者）
- 小林正次（元日本電気専務、国産ファクシミリ開発者、元慶應義塾大学教授）
- 山口信夫（元日本商工会議所会頭、元旭化成会長）
- 中原秀人（三菱商事副社長）
- 成宮雄三（実業家、ナルミヤ・インターナショナル創業者）
- 村田可朗（元中国電気工事社長、元広島商工会議所会頭）
- 松谷健一郎（元中国電力社長、元中国経済連合会会長）
- 石井泰行（元賀茂鶴酒造社長、前同窓会会長）
- 松尾雅彦（元カルビー社長）
- 野村尊敬（元チチヤス乳業会長）
- 田中保昭（大和重工社長）
- 佐々木隆之（元JR西日本社長）
- 松田元（広島東洋カープ社長）
- 金井誠太（マツダ会長）
- 河野雅明（オリエントコーポレーション社長、元みずほ銀行副頭取）
- 平井幸奈（フォルスタイル代表）
- 横山禎徳（経営コンサルタント、元マッキンゼー東京支社長）

### 学者・専門職
- 橋川文三（政治学者、評論家）
- 三上章（日本語文法学者）
- 的川泰宣（宇宙航空研究開発機構執行役、宇宙工学者）
- 観山正見（元国立天文台台長、天文学者、広島大学特任教授）
- 西城恵一（天文学者）
- 渡辺英寿（自治医科大学医学部教授、医学者）
- 長谷部恭男（早稲田大学大学院教授、東京大学名誉教授、憲法学者）
- 硤合憲三（東京理科大学教授、不斉自己触媒反応（硤合反応）の発見者、紫綬褒章）
- 伊賀健一（東京工業大学第26代目学長、光電子工学専攻）
- 井川一宏（元神戸大学経済経営研究所所長、国際経済学専攻）
- 佐藤正志（早稲田大学政経学部教授、元政経学部長）
- 村上處直（早稲田大学理工学部教授、防災都市計画研究所所長）
- 今中哲二（熊取六人衆、元京都大学原子炉研究所助教）
- 道田豊（東京大学大気海洋研究所教授、ユネスコ政府間海洋学委員会副議長）
- 池田雅夫（大阪大学名誉教授、元副学長、元工学研究科教授）
- 瓜生原葉子（経営学者、同志社大学商学部教授）
- 平田森三（物理学者、東京大学名誉教授）
- 辻村みよ子（東北大学大学院法学研究科教授）
- 廣中俊雄（法学者、東北大学名誉教授）
- 今中次麿（広島大学名誉教授、九州大学名誉教授、元佐賀大学学長、元北九州大学学長）
- 土井忠生（元広島女子大学学長、広島大学名誉教授）
- 今堀誠二（元広島女子大学学長、広島大学名誉教授）
- 今堀宏三（生物学者、元広島女子大学学長、大阪大学名誉教授）
- 今堀和友（生化学者、東京大学名誉教授、三菱化学生命科学研究所名誉所長）
- 前川功一（元広島大学副学長、広島大学名誉教授、広島経済大学学長、前川力の子息）
- 佐藤裕二（昭和大学歯学部教授、日本老年歯科医学会理事長）
- 難波紘二（元広島大学総合科学部教授）
- 岡本百合（広島大学保健管理センター教授）
- 光藤和明（元倉敷中央病院副院長、心臓カテーテル治療の世界的権威）
- 青木省三（精神科医、川崎医科大学名誉教授）
- 植田敏郎（ドイツ文学者、元東京外国語大学教授、元一橋大学教授）
- 中井正一（美学者）
- 岡崎令治（元名古屋大学理学部教授、岡崎フラグメントを発見）
- 青山吉信（歴史学者、日本女子大学名誉教授）
- 大隅和雄（歴史学者、東京女子大学名誉教授、ノーベル生理学・医学賞受賞の大隅良典の兄、広島高等師範学校附属中学校特別科学学級に在籍）
- 大隅芳雄（鉱山学者、九州大学名誉教授、大隅良典の父）
- 島田虔次（東洋史学者、京都大学名誉教授）
- 中西進（日本文学者、比較文学者、万葉学者、奈良県立万葉文化館名誉館長、国際日本文化研究センター名誉教授）
- 山内久明（英文学者、東京大学名誉教授）
- 阪本昌成（法学者、広島大学名誉教授）
- 瀬川裕司（ドイツ文学者、明治大学教授）
- 加藤隆史（東京大学大学院工学系研究科・工学部教授）
- 藤岡洋保（建築史家、東京工業大学大学院理工学研究科教授）
- 井手口彰典（音楽社会学者、立教大学教授）
- 古澤泰治（経済学者、東京大学大学院経済学研究科長・経済学部長・教授、日本学士院学術奨励賞、日本学術振興会賞）
- 畑村耕一（エンジンコンサルタント、元マツダ技術者、ミラーサイクルエンジン開発者）
- 高畑好秀（スポーツメンタルトレーナー）

### マスコミ
- 皇達也（元テレビ朝日取締役編成局長、元東映監査役）
- 富永秀一（環境ジャーナリスト）
- 信友直子（TVディレクター）
- 大下容子（テレビ朝日アナウンサー）
- 頼近美津子（元NHKアナウンサー、元フジテレビアナウンサー）
- 瀬戸秀夫（前NHK広島放送局チーフディレクター、NHKアナウンサー）
- 栗原順子（元広島テレビ放送アナウンサー）
- 吉谷あゆ（フリーアナウンサー）
- 坪山奏子（フリーアナウンサー、元山陰放送アナウンサー、元広島ホームテレビアナウンサー）
- 山﨑菜緒（元長崎放送アナウンサー、元広島ホームテレビアナウンサー）

### 文化・芸能
- 原民喜（小説家、詩人）
- 阿川弘之（作家、文化勲章、広島県名誉県民）
- 佐々木基一（文芸評論家、作家）
- 紙恭輔（ジャズプレーヤー、作曲家）
- 北浦昭義（俳優）
- 富田倫生（著作者）
- 長谷川和彦（映画監督）
- 松本薫（能楽師）
- 松梨智子（映画監督、女優）
- 小割まさ江（歌手）
- 糀場富美子（作曲家）
- 横山潤子（作曲家）
- 大井智保子（ファッションモデル、カープ女子神3）
- 天野和人（映画プロデューサー、東映チーフプロデューサー）
- 寺尾香信（男性アイドルグループ・DXTEENメンバー）
- 豊田陸人 (俳優)（ナレーター・脚本家）

### スポーツ
- 高橋哲雄（元日本バレーボール協会副会長）
- 手島志郎（元サッカー日本代表選手、日本代表初代ストライカー）
- 長沼健（元日本サッカー協会会長、最高顧問）
- 樽谷恵三（元同校コーチ、全国高等学校サッカー選手権大会優勝）
- 木村現（元サッカー日本代表選手）
- 大橋謙三（元サッカー日本代表選手、元日本ユース代表監督）
- 桑原弘之（元東洋工業サッカー部キャプテン）
- 鬼武健二（元Jリーグチェアマン）
- 丹羽洋介（元サッカー日本代表選手、AC長野パルセイロ社長）
- 桑田隆幸（元サッカー日本代表選手）
- 船本幸路（元サッカー日本代表選手、JFL東洋工業4連覇時代のGK）
- 小城得達（元サッカー日本代表選手、元東洋工業選手、元広島県サッカー協会会長、サッカー殿堂入り）
- 古田篤良（元サッカー日本代表選手、元東洋工業選手、広島県サッカー協会会長）
- 桑原楽之（元サッカー日本代表選手）
- 高田豊治（サンフレッチェ広島ゼネラルマネージャー）
- 織田秀和（元東洋工業選手、サンフレッチェ広島元社長）
- 野沢正雄（元サッカー日本代表選手）
- 野沢晃（元サッカー日本代表選手）
- 野地照樹（高知大学サッカー部監督）
- 古川能章（元ヤンマーディーゼルサッカー部監督）

### その他
- 三好義雪（小児科内科医、三好医院）
- 三好康之（陸軍少将）
- 可部恒雄（元最高裁判事）
- 牛島信（弁護士、作家）